# حاجی‌قهرمانلی
حاجی‌قهرمانلی (به ترکی آذربایجانی: Hacıqəhrəmanlı) یکی از شهرهای جمهوری آذربایجان است که از توابع شهر شیروان است. جمعیت این شهر در سرشماری سال ۲۰۱۱ میلادی، ۲۳۰۰ نفر بود.